# Petra Pascal
Petra Pascal (* 21. Dezember 1934 in Frankfurt am Main) ist eine deutsche Chansonsängerin und Hörfunkmoderatorin.

## Leben
Petra Pascal wurde nach dem Gymnasium Sozialversicherungs-Sachbearbeiterin in der Landesversicherungsanstalt Hessen (heute Deutsche Rentenversicherung Hessen). Dann studierte sie sechs Jahre Gesang und nahm Musik- und Ballettunterricht. Sie nahm an fünf internationalen Festivals teil und veröffentlichte in den 1960er Jahren, zunächst unter dem Künstlernamen Mariett Sora, einige Single-Schallpatten, unter anderem Wenn Du gehst, mon ami und Ohne dich zusammen mit Hubert Wolf.
1969 erschien Pascals erste Langspielplatte, Kontraste. Anfang der 1970er Jahre hatte sie einige kommerzielle Erfolge mit chansonartigen Liedern, die auch in den Hitparaden gespielt wurden. Ihre größten Erfolge waren Das war ein Leben, Raskolnikoff (1969), Wie das Glas in meiner Hand (1971), Drei Schritte vor und zwei zurück (1972) und Ich bin ein Morgenmuffel (1979). Bemerkenswert war ihr Konzeptalbum Das Paradies ist noch nicht verloren (1974), auf dem sie sich in 14 Liedern mit Umweltschutz sowie Umweltverschmutzung und ihren Folgen auseinandersetzte. Die Schirmherrschaft über das Werk übernahm der damalige Bundesinnenminister, Hans-Dietrich Genscher, der auch das Geleitwort auf der Rückseite der LP-Hülle verfasste.
Von den 1980er Jahren an arbeitete Pascal vor allem als Hörfunkmoderatorin und Autorin. Zu ihren Sendungen gehörten: Komponisten- und Künstlerporträts bei HR 4, der ARD-Nachtexpress des HR sowie ab 1991 bei  WDR 4 die Sendung Café Carlton, die Ende 2006 nach einer Programmreform eingestellt wurde, und die Schellack-Schätzchen, die sie bis Anfang 2012 mehrmals im Jahr gestaltete.

## Auszeichnungen
- Goldene Europa 1969
- Ehrenpreis des Bundesinnenministeriums für Umweltschutz LP 1974
- Umwelt-Medaille des Bayerischen Staatsministeriums 1974

## Erfolgstitel
- Drei Schritte vor und zwei zurück 1972
- Ich bin ein Morgenmuffel 1979
- Das war ein Leben 1969
- So war Ivan 1970
- Wie das Glas in meiner Hand 1971
- Wie schön ist doch mein Dorf gewesen 1979
- Morgens um sieben ist die Welt noch in Ordnung 1974
- Zugegeben 1979

## Diskografie
Petra Pascal veröffentlichte in ihrer Karriere zwölf Alben, zwei CDs und 20 Singles, unter anderem:

### Singles
- 1965: Wenn du gehst, mon ami / Ohne dich

### Studio-Alben
- 1969: Kontraste
- 1970: Petra Pascal
- 1971: Wenn der Abendwind durch die Taiga weht
- 1971: Wie das Glas in meiner Hand
- 1972: Ich bin eine Frau
- 1974: Das Paradies ist noch nicht verloren
- 1975: Die Zwei Seiten des Michael „M“
- 1979: Zugegeben
- 1985: Das Schachspiel unsres Lebens

### Compilations
- 1973: Treffpunkt Stars
- 1974: Portrait eines Stars
- 1993: Die großen Erfolge
- 2004: Wie das Glas in meiner Hand – Kontraste (Leico music)
- 2008: Ich bin eine Frau – Kontraste II (Leico music)
- 2009: Frohsein ist kein Risiko – Kontraste III (Leico music)